# Jacques Momha
Jacques Momha (Édéa, 7 agosto 1982) è un ex calciatore camerunese, di ruolo difensore.